# Aeropartner
AEROPARTNER a.s. je česká charterová letecká společnost se sídlem v Podhořanech u Ronova, která provozuje soukromou leteckou přepravu letadly private jet. Hlavní provozní základu má na letišti Václava Havla v Praze. Společnost byla založena v červnu 2001. 
Společnost provozuje proudové letouny kategorie business jet s kapacitou pro až 10 cestujících a doletem až 6200 km. Kromě osobní a nákladní letecké přepravy menších zásilek společnost provozuje leteckou ambulanci sanitními speciály a urgentní přepravu dárcovských orgánů a transplantačních týmů. Aeropartner dále zajišťuje údržbu a opravy letadel ve svém servisním centru certifikovaném podle EASA Part-145, dále výcviky a školení létajícího personálu (ATO) a techniků údržby letadel (MTO EASA Part-147). Speciální mise: Společná cvičení s ozbrojenými složkami , air-to-air fotografování a filmování, zkušební lety letadel z výroby nebo po opravách, letové zkoušky speciálních palubních přístrojů a vybavení, výzkumné lety pro lékařskou vědu, dodávky letadel a přelety k zákazníkům po celém světě a veřejná letecká vystoupení.[zdroj?]
Aeropartner ctí a podporuje historický odkaz československých letců a mechaniků bojujících v exilu v letech 1939-1945. Mezinárodní volací znak společnosti je DarkBlue a jeho třípísmenná zkratka je DFC. Společnost každoročně pořádá benefiční Polní koncert na letišti v Podhořanech, jehož výtěžek věnuje potřebným dětem v České republice. Vydává také vlastní lifestylový palubní časopis s názvem DarkBlue Jet.[zdroj?]

## Flotila
Aktualizováno k březnu roku 2025.
| Letadlo                       | Počet | Objednané | Cestující | Poznámky               |
| ----------------------------- | ----- | --------- | --------- | ---------------------- |
| Cessna C525B Citation CJ3     | 2     | —         | 7         | OK-KIN, OK-UMO         |
| Cessna 510 Citation Mustang   | 3     | —         | 4         | OK-KUK, OK-MYS, OK-OBR |
| Cessna 560XL Citation XLS+    | 2     | —         | 9         | OK-BIZ, OK-WND         |
| Cessna 560XL Citation Excel   | 1     | —         | 9         | OK-HAR                 |
| Cessna 680 Citation Sovereign | 1     | 1         | 9         | OK-PET                 |
| Celkem                        | 9     | 1         |           |                        |